# 劉盛
劉 盛（りゅう せい、? - 310年）は、中国五胡十六国時代の漢（後の前趙）の皇族。匈奴屠各種攣鞮部の出身。

## 生涯
若い頃は読書を好まなかったが、『孝経』と『論語』の2つだけは熟読した。そしてしばしば「この2つだけ理解しておけば十分だ。乱読しても深く理解できていなければ意味はない」と豪語し、李憙という人物より「この発言を聞けば怠けているとも捉えられるだろうが、ここまで至ればさながら厳君（尊父）のようだ。まさしく、君子と言うべき人物だ」と感嘆された。
304年、同族の劉淵が挙兵して漢王朝を樹立すると、これに付き従って事業に参画した。劉盛は忠義に篤い人物であったので、劉淵より大いに信任され、やがて安昌王に封じられた。
310年7月、劉淵が重病に倒れると、劉盛は弟の安邑王劉欽・西陽王劉璿と共に領武衛将軍に任じられ、禁兵（宮中の近衛兵）の統率という重任を委ねられた。
劉淵の死後は長子である劉和が後を継いだが、彼は呼延攸・侍中劉乗・西昌王劉鋭らと結託し、楚王劉聡を始めとした弟たちを排除することを画策した。劉淵崩御から2日後、劉盛は劉和により召し出されると、謀略に参画するよう命じられた。だが、劉盛は「先帝の棺がまだ埋葬されておらず、四王（楚王劉聡・北海王劉乂・魯王劉隆・斉王劉裕）は反逆の意思を持っていないにも関わらず、身内同士で殺し合わせるようなことをすれば、天下の人は陛下の事を何と思うでしょう。未だ四海（天下）は平定されておらず、大業はまだ始まったばかりです。願わくば陛下は先帝の基業を成す事を志とし、このような讒夫（邪な発言をする者）の発言を聞き入れませんよう。詩では『豈無他人、不如我同父（親しい間柄であっても、血縁関係には及ばない）』といいます。一族の諸弟を信じずに、いったい他に誰を信じるというのです」と述べ、逆に劉和を諫めた。だが、これを聞いた劉鋭と呼延攸は怒って「今日の議論に、他の道理などない。領軍（劉盛）は何を言うか」と言い放ち、側近に命じて劉盛を斬り殺させてしまった。
その後、劉和は反乱計画を実行に移すも、劉聡の反攻により失敗に終わり、劉乗・劉鋭・呼延攸らと共に処断された。